# Goodwill Games
Pour les articles homonymes, voir GWG.
 (juillet 2021).
Les Goodwill Games ou GWG (littéralement les « Jeux de la bonne volonté ») sont une rencontre sportive internationale, créées en 1986 par Ted Turner, magnat de la télévision câblée CNN, en marge des Jeux olympiques dans les années 1980. Alors en pleine Guerre froide, c'est en réaction aux boycotts successifs des Jeux olympiques de 1980 et de 1984 par les États-Unis et l'Union soviétique qu'ont été créés ces jeux. Ils ne sont plus organisés depuis 2001.

## Goodwill Games d'été

### Liste
| Édition | Lieu              | Date | Participants | Nations      |
| ------- | ----------------- | ---- | ------------ | ------------ |
| 1re     | Moscou            | 1986 | 3000         | 79           |
| 2e      | Seattle           | 1990 | 2300         | 54           |
| 3e      | Saint-Pétersbourg | 1994 | 2000         | 59           |
| 4e      | New York          | 1998 | 1300         | 60           |
| 5e      | Brisbane          | 2001 | 1300         | ?            |
| 6e      | Phoenix           | 2005 | Jeux annulés | Jeux annulés |

### Sports
| Sport                  | 86 | 90 | 94 | 98 | 01 |
| ---------------------- | -- | -- | -- | -- | -- |
| Athlétisme             | ●  | ●  | ●  | ●  | ●  |
| Aviron                 | ●  | ●  | ●  |    |    |
| Baseball (it)          |    | ●  |    |    |    |
| Basket-ball (it)       | ●  | ●  | ●  | ●  | ●  |
| Beach-volley           |    |    | ●  | ●  | ●  |
| Boxe (de)              | ●  | ●  | ●  | ●  | ●  |
| Canoë-kayak            |    |    | ●  |    |    |
| Cyclisme (de)          | ●  | ●  | ●  | ●  | ●  |
| Football               |    |    | ●  | ●  |    |
| Gymnastique artistique | ●  | ●  | ●  | ●  | ●  |
| Gymnastique rythmique  |    |    |    |    | ●  |

| Sport                 | 86 | 90 | 94 | 98 | 01 |
| --------------------- | -- | -- | -- | -- | -- |
| Handball              | ●  | ●  | ●  |    |    |
| Haltérophilie         | ●  | ●  | ●  |    | ●  |
| Hockey sur glace      |    | ●  |    |    |    |
| Judo (en)             | ●  | ●  | ●  |    |    |
| Lutte                 | ●  | ●  | ●  | ●  |    |
| Moto-ball             | ●  |    |    |    |    |
| Natation (en)         | ●  | ●  | ●  | ●  | ●  |
| Natation synchronisée |    | ●  | ●  | ●  |    |
| Nautisme              | ●  |    | ●  |    |    |
| Pentathlon moderne    | ●  | ●  |    |    |    |
| Plongeon (de)         | ●  | ●  | ●  | ●  | ●  |

| Sport                        | 86 | 90 | 94 | 98 | 01 |
| ---------------------------- | -- | -- | -- | -- | -- |
| Patinage artistique (pt)     |    | ●  | ●  | ●  | ●  |
| Patinage de vitesse          |    |    | ●  |    |    |
| Sauvetage sportif            |    |    |    |    | ●  |
| Taekwondo                    |    |    | ●  |    |    |
| Tennis                       | ●  |    |    |    |    |
| Tir à l'arc                  |    |    | ●  |    |    |
| Trampoline                   |    |    |    |    | ●  |
| Triathlon (it)               |    |    | ●  | ●  | ●  |
| Volley-ball (M (it), F (it)) | ●  | ●  | ●  |    |    |
| Water-polo                   | ●  | ●  | ●  | ●  |    |

## Goodwill Games d'hiver

### Liste
| Édition | Lieu                    | Date | Participants | Nations      |
| ------- | ----------------------- | ---- | ------------ | ------------ |
| 1re     | Lake Placid, États-Unis | 2000 | 442          | 22           |
| 2e      | Calgary, Canada         | 2005 | Jeux annulés | Jeux annulés |

### Sports
- Bobsleigh
- Combiné nordique
- Cross-country
- Luge
- Patinage artistique (pt)
- Patinage de vitesse
- Saut à ski
- Skeleton
- Ski acrobatique
- Ski alpin
- Snowboard

## Cinéma
Dans le film Les Petits Champions 2 (1994), on peut voir une compétition de hockey sur glace aux Goodwill Games.